# 지방도 제820호선
지방도 제820호선은 전라남도 무안군 삼향읍 임성리와 장흥군 장평면 봉림리 장평 교차로를 잇는 전라남도의 지방도이다.
1995년 12월 8일 무안군 일로읍에서 시작해 나주, 영암을 거쳐 장흥군 장평면까지 이어지는 노선인 '일로 ~ 장평선'으로 최초 지정되었으며, 2003년 3월 27일 삼향면 ~ 일로읍 구간과 장흥군 장평면 ~ 유치면 구간을 연장해 지금의 '삼향 ~ 장평선'이 되었다.
본래 기점은 전라남도 무안군 삼향읍 임성리로 되어 있으나 2014년 7월 1일 임성 ~ 일로간 도로가 개통되면서 실질적인 기점은 전라남도 목포시 석현동으로 변경되었다.

## 연혁
- 1995년 12월 8일 : 기점을 '무안군 일로읍 월암리', 종점을 '장흥군 장평면 봉림리'로 하여 57.5km 구간을 지방도 제820호선 '일로 ~ 장평선'을 새로 지정[1]
- 1996년 12월 9일 : 1997년 12월까지 반남 ~ 덕산간 도로(나주시 반남면 흥덕리 ~ 영암군 신북면 학동리) 확포장공사를 위해 3.8km 구간 도로구역 변경, 1997년 12월까지 보림사 ~ 세지간 도로(장흥군 유치면 봉덕리) 확포장공사를 위해 1.6km 구간 도로구역 변경[2]
- 1997년 8월 20일 : 1999년 5월까지 동산교(장흥군 유치면 봉덕리) 개수공사를 위해 600m 구간 도로구역 변경[3]
- 1999년 1월 20일 : 2002년까지 세지 ~ 유치간 도로(나주시 봉황면 덕림리) 확포장공사를 위해 5.48km 구간 도로구역 변경, 2002년까지 유치 ~ 대천간 도로(장흥군 유치면 봉덕리 ~ 대천리) 확포장공사를 위해 3.51km 구간 도로구역 변경[4]
- 1999년 10월 20일 : 탐진댐 건설로 인한 도로 수몰 구간 이설을 진행해 종점을 기존 장흥군 장평면 봉림리에서 '장흥군 유치면 늑용리'로 변경함. 이에 따라 노선명을 '일로 ~ 장평선'에서 '일로 ~ 유치선'으로 변경하고 총 연장 57.56km가 됨.[5] 2003년 1월까지 탐진댐 수몰지구 이설공사로 인해 무안군 일로읍 월암리 ~ 장흥군 장평면 봉림리 59.0km 구간을 무안군 일로면 월암리 ~ 장흥군 유치면 늑용리 57.56km 구간으로 도로구역 변경[6]
- 2000년 6월 20일 : 2004년 12월까지 신북 ~ 왕곡간 도로(영암군 신북면 학동리 ~ 나주시 왕곡면 행전리) 확포장공사를 위해 2.1km 구간 도로구역 변경[7]
- 2002년 2월 27일 : 2005년 12월까지 보림사 우회도로(장흥군 유치면 늑용리 ~ 봉덕리) 개설공사를 위해 2.96km 구간 도로구역 변경[8]
- 2003년 3월 27일 : 기점을 무안군 일로읍 월암리에서 '무안군 삼향면 임성리'로, 종점을 장흥군 장평면 봉림리에서 '장흥군 유치면 늑용리'로 연장함. 이에 따라 노선명을 '일로 ~ 장평선'에서 '삼향 ~ 장평선'으로 변경하고 총 연장 70.5km가 됨.[9]
- 2005년 5월 20일 : 2010년 12월까지 유치 ~ 이양간 도로(장흥군 유치면 용문리 ~ 장흥군 장평면 봉림리) 개량공사를 위해 2.55km 구간을 2.3km로 변경[10]
- 2005년 7월 5일 : 2008년 12월까지 청룡 ~ 세류간 도로(영암군 금정면 세류리 ~ 청룡리) 개량공사를 위해 1.255km 구간 도로구역 변경[11]
- 2008년 11월 5일 : 신북 ~ 왕곡간 도로 확포장공사 기간을 2009년 12월까지로 연기[12]
- 2010년 7월 13일 : 2011년 4월까지 장흥 용문지구(장흥군 유치면 용문리) 개량공사를 위해 340m 구간 도로구역 변경[13]
- 2010년 11월 26일 : 2013년 12월까지 덕곡 ~ 세류간 도로(나주시 봉황면 덕곡리, 영암군 금정면 세류리) 확포장공사를 위해 총 2.94km 구간 도로구역 변경[14]
- 2012년 6월 27일 : 금정 ~ 유치간 도로(영암군 금정면 청용리 ~ 장흥군 유치면 대천리) 확포장공사를 위해 5.74km 구간 도로구역 변경[15]
- 2012년 11월 27일 : 일로 ~ 임성간 도로 공사기간을 2013년 12월까지로 연기[16]
- 2013년 6월 5일 : 2015년까지 보림교(장흥군 유치면 봉덕리 ~ 용문리) 개축공사를 위해 440m 구간 도로구역 변경[17]
- 2013년 8월 27일 : 2024년 12월까지 일로 ~ 시종간 도로(무안군 일로읍 복룡리 ~ 영암군 시종면 구산리) 확포장공사를 위해 4.8km 구간 도로구역 변경[18]
- 2014년 1월 16일 : 2014년 12월까지 내동 ~ 구산간 도로(영암군 시종면 내동리) 개량공사를 위해 560m 구간 도로구역 변경[19]
- 2014년 4월 17일 : 덕곡 ~ 세류간 도로 공사기간을 2015년 12월까지로 연기[20]
- 2014년 7월 1일 : 임성 ~ 일로간 도로(목포시 석현동 ~ 무안군 일로읍 월암리) 7.23km 구간 확장 개통, 기존 무안군 삼향읍 임성리 ~ 일로읍 월암리 4.6km 구간 폐지[21]
- 2014년 8월 7일 : 2019년까지 시종 ~ 나주간 도로(나주시 왕곡면 행전리 ~ 양산리) 확포장공사를 위해 3.7km 구간 도로구역 변경[22]
- 2015년 12월 17일 : 봉황 ~ 금정간 도로(나주시 봉황면 덕곡리 ~ 영암군 금정면 세류리) 2.94km 구간 신설 개통[23]
- 2020년 2월 6일 : 나주시 왕곡면 행전리 ~ 양산리 3.7 km 구간 확장 개통, 기존 나주시 왕곡면 행전리 ~ 덕산리 총 1.6 km 구간 폐지[24]

## 주요 경유지
전라남도
- 목포시
  - 삼향동 목포미래병원 - 선곡 교차로 - 신지 교차로
- 무안군
  - 삼향읍 임성리역 - 삼향읍사무소앞 교차로 - 삼향 교차로 - 상용 교차로 - 대안 교차로 - 용포리 - 용포 교차로 - 계두교 - 맥포리 - (작은강교) - (큰강교)
  - 일로읍 (큰강교) - 월암 교차로 - 일로읍사무소앞 교차로 - 일로성당(구 일로역 앞) - 일로우체국 - 일로초등학교 - (일로재래시장) - 연화교 - 용산리 - 산정리 - 무안회산백련지 - 복룡리 - (미개통 구간)
- 영암군
  - 시종면 (미개통 구간) - 구산리 - 시종면구산리 교차로 - 내동리 - 시종면내동리 교차로 - 시종터미널앞 교차로 - 시종교 - 시종파출소 - 시종면만수리 교차로 - 금지리 - 종남교
- 나주시
  - 반남면 흥덕리 - 반남면흥덕리 교차로 - (부흥.흥덕) - 반남우체국 - 반남면 행정복지센터 앞 교차로 - 마한농협 - 반남치안센터 - 신촌리 - 반남초등학교 - 국립나주박물관 - 덕산리
- 영암군
  - 신북면 양계리 - 남산교 - 학동리
- 나주시
  - 왕곡면 행전리 - 화정리 - 덕산리 - 양산리 - 양산초등학교 - 양산삼거리 - 왕곡 교차로 - 상사마을앞 - 신원리
  - 세지면 죽동리 - 죽동삼거리 - 나주캠프(구 세지서초등학교) - 송제리 - 교산리 - 발산교 - 벽산리 - 동창사거리 - 동창교 - 동창터미널 - 세지삼거리 - 세지 교차로
  - 봉황면 덕림 교차로 - 봉황면덕림리 교차로(연봉 교차로) - 전라남도도로관리사업소 - 만봉리 - 덕곡리 - 덕용 교차로 - (교량) - (생태통로)
- 영암군
  - 금정면 (생태통로) - 세류 교차로 - 금정초등학교 청용분교(폐교) - 동산교 - 내산교 - (시재)
- 장흥군
  - 유치면 (시재) - 운월리 - 대천교 - 대천리 - 오목교 - 봉덕리 - 동산교 - 봉덕교 - 보림터널(480m) - 용문3교 - 용문교 - 용문1교 - 유치 교차로 - 피재생태통로(200m)
  - 장평면 피재생태통로(200m) - 경림 교차로 - 장평 교차로

## 중복 구간
- 무안군 삼향읍 신지 교차로 ~ 상용 교차로 : 지방도 제825호선과 중복
- 무안군 일로읍 일로읍사무소앞 교차로 ~ (일로재래시장) : 국가지원지방도 제49호선과 중복
- 영암군 시종면 시종면내동리 교차로 ~ 시종터미널앞 교차로 : 지방도 제801호선과 중복
- 영암군 시종면 시종터미널앞 교차로 ~ 나주시 반남면 (부흥.흥덕) : 지방도 제821호선과 중복
- 나주시 왕곡면 양산삼거리 ~ 세지면 죽동삼거리 : 국도 제13호선과 중복
- 나주시 세지면 세지 교차로 ~ 봉황면 봉황면덕림리 교차로(연봉 교차로) : 국가지원지방도 제55호선과 중복
- 장흥군 유치면 대천교 동단 ~ 용문교 남단 : 지방도 제817호선과 중복

## 도로명
- 목포시 삼향동 목포미래병원 ~ 무안군 일로읍 월암 교차로 : 임성로
- 무안군 일로읍 월암 교차로 ~ 일로읍사무소앞 교차로 : 삼일로
- 무안군 일로읍 일로읍사무소앞 교차로 ~ 일로성당 : 일로중앙로
- 무안군 일로읍 일로성당 ~ (일로재래시장) : 일로로
- 무안군 일로읍 (일로재래시장) ~ 연화교 동단 : 인의로
- 무안군 일로읍 연화교 동단 ~ 복룡리 : 백련로
- 영암군 시종면 구산리 ~ 시종면구산리 교차로 : 구산로
- 영암군 시종면 시종면구산리 교차로 ~ 시종면내동리 교차로 : 육거리로
- 영암군 시종면 시종면내동리 교차로 ~ 시종터미널앞 교차로 : 마한로
- 영암군 시종면 시종터미널앞 교차로 ~ 나주시 왕곡면 양산삼거리 : 고분로
- 나주시 왕곡면 양산삼거리 ~ 세지면 죽동삼거리 : 예향로
- 나주시 세지면 죽동삼거리 ~ 동창사거리 : 세지로
- 나주시 세지면 동창사거리 ~ 세지삼거리 : 동창로
- 나주시 세지면 세지삼거리 ~ 봉황면 봉황면덕림리 교차로(연봉 교차로) : 지평로
- 나주시 봉황면 봉황면덕림리 교차로(연봉 교차로) ~ 영암군 금정면 세류 교차로 : 덕룡로
- 영암군 금정면 세류 교차로 ~ 청용리 군 경계 : 내산로
- 장흥군 유치면 운월리 군 경계 ~ 봉덕교 북단 : 보림사로
- 장흥군 유치면 봉덕교 북단 ~ 용문교 남단 : 용문길
- 장흥군 유치면 용문교 남단 ~ 장평면 장평 교차로 : 피재로